# Bentleya spinescens
Bentleya spinescens är en tvåhjärtbladig växtart som beskrevs av E.M. Bennett. Bentleya spinescens ingår i släktet Bentleya och familjen Pittosporaceae. Inga underarter finns listade.